# Koha Ditore
Koha Ditore (hrvatski: Dnevno Vrijeme) je kosovski dnevnik na albanskom jeziku, prvi je dnevni list po tiraži na Kosovu s tiražom od 10.665 primjeraka. Izlazi u sklopu medijskog koncerna Koha group, vlasnik grupe je političar Veton Surroi. Prvi primjerak izašao je 1997. godine.
Prethodnik dnevnog lista je tjednik Koha koji je izlazio od 1992. do 1994. godine i postao vodeći tjednik na Kosovu. Inicijalni tim činila je nova generacija opinion-makera kao Ylber Hysa, Baton Haxhiu, Dukagjin Gorani, Eqrem Basha, Shkelzen Maliqi i dr.

## Vanjske poveznice
- Službena stranica